# Monodelphis gardneri
Monodelphis gardneri — сумчастий ссавець із Південної Америки. Його назвали в 2012 році Серхіо Соларі, Віктор Пачеко, Олена Вівар і Луїза Х. Еммонс. Вони назвали його на честь доктора Альфреда Л. Гарднера, який взяв перший зразок цього виду.

## Опис
Довжина голови та тіла зібраних зразків коливається від 70 до 100 мм. Волосяний покрив коричневий із трьома характерними чорними смугами на спині, що сягають між вухами до основи хвоста. Хвіст трохи коротший половини довжини голови й тіла. Цей вид, хоча й сумчастий, не має сумки для дитинчат.

## Середовище проживання й екологія
Monodelphis gardneri мешкає в гірських лісах на східних схилах гір Анд в Перу. Зустрічався в густих і напіввідкритих лісах або навіть на краю між лісом і відкритим сфагновим болотом в заростях густих чагарників і бамбука. Ймовірно, він є наземним і не лазить по деревах.
Інші представники роду Monodelphis всеїдні або м'ясоїдні, харчуються комахами.